# Malbouhans
Malbouhans är en kommun i departementet Haute-Saône i regionen Bourgogne-Franche-Comté i östra Frankrike. Kommunen ligger i kantonen Lure-Nord som tillhör arrondissementet Lure. År 2022 hade Malbouhans 333 invånare.

## Befolkningsutveckling
Antalet invånare i kommunen Malbouhans
| Referens: INSEE |